# KWP2000
キーワードプロトコル2000 （Key Word Protocol、KWP2000と略記）とは、 車載診断システム（OBD）に使用される通信プロトコルで　ISO14230という国際規格に準拠した自動車のダイアグノシス通信規格のことである。 
このプロトコルは、コンピュータネットワーキングにおいてOSI参照モデルアプリケーション層から、通信セッションの開始、維持、終了に関してOSIモデルのセッションレイヤーまでカバーしている。   

## ISO 14230
ISO 14230 路上走行車–診断システム–キーワードプロトコル2000は次のように構成されている。 
- ISO 14230-1物理層
- ISO 14230-2データリンク層
- ISO 14230-3アプリケーション層
- 排出関連システムのISO 14230-4要件